# 姫路市立置塩小学校
姫路市立置塩小学校（ひめじしりつ おきしおしょうがっこう）は、兵庫県姫路市夢前町宮置に所在する公立小学校。

## 沿革
- 1875年（明治8年）3月 - 置塩小学校として創立。
- 1885年（明治18年） - 夢前小学校置塩分校と改称。
- 1892年（明治25年） - 置塩尋常小学校と改称。
- 1909年（明治42年）4月 - 置塩尋常高等小学校と改称。
- 1941年（昭和16年）4月 - 飾磨郡置塩国民学校と改称。
- 1947年（昭和22年）4月1日 - 飾磨郡置塩村立置塩小学校と改称。
- 1955年（昭和30年）7月1日 - 夢前町の発足に伴い、夢前町立置塩小学校と改称。
- 2006年（平成18年）3月27日 - 夢前町が姫路市に編入され、姫路市立置塩小学校と改称[1]。

置塩校区は少子化の影響が著しく、姫路市教育委員会は本校を「統合を進める必要がある」として早ければ2028年度にも姫路市立置塩中学校・姫路市立鹿谷中学校・姫路市立前之庄小学校・姫路市立古知小学校との統合による義務教育学校の設立（校地は前之庄小・鹿谷中を使用）を目指す方針を明らかにした。

## 通学区域
- 夢前町玉田、夢前町山富、夢前町置本、夢前町宮置、夢前町又坂[3]

※卒業後は基本的に姫路市立置塩中学校に進学する。

## 通学区域が隣接している学校
- 姫路市立古知小学校
- 姫路市立菅生小学校
- 姫路市立曽左小学校
- 姫路市立安室小学校
- 姫路市立安室東小学校
- 姫路市立広峰小学校
- 姫路市立砥堀小学校
- 姫路市立香呂南小学校
- 姫路市立香呂小学校